# Gainax
Gainax (derivat de gaina què en dialecte Tottori vol dir 'gran') és un estudi d'animació japonesa format l'any 1980 amb el nom original de Daicon Film. L'estudi va sorgir durant el boom dels estudis japonesos dels 80-90, en aquesta època l'animació japonesa i el còmic americà competien per revolucionar el món de la imatge en moviment i molts estudis d'animació van entrar al mercat.

## Orígens
L'origen de l'estudi es remunta a l'any 1980, quan dos afeccionats a la ciència-ficció, Toshio Okada i Yasuhiro Takeda, van decidir crear un curtmetratge de 4 minuts de durada que van realitzar per la Daicon III, la vintena edició de la Convenció Nacional de Ciència-ficció a Osaka pel que van contactar amb tres notables estudiants de la Universitat Artística d'Osaka, Hideaki Anno, Hiroyuki Yamaga,i Takami Akai

### Primer curtmetratge
Per realitzar el curtmetratge, van fer servir fulls de plàstic industrial, tallats a la mida requerida per les vinyetes d'animació, i després capturant cada imatge amb una camera de 8mm. Sense comptar la camera, el seu pressupost no arribava als 120 euros.Tot i que aquest curt va ser ambiciós, la qualitat de l'animació va ser mediocre per la manca d'experiència de tots els components, tanmateix va tenir una molt bona acollida fins al punt que Osamu Tezuka, present a la convenció, el va comentar positivament.
El curt tracta d'una nena que lluita contra tota classe de monstres, robots i naus espacials de les sèries televisives de ciència-ficció produïdes fins llavors (Ultraman, Star Trek, La guerra de les Galàxies, entre d'altres). La protagonista arriba a un desert on hi ha un petit brot i hi buida a sobre un got d'aigua fent que es converteixi a l'instant en una gran nau en forma de pastanaga de la qual ella serà la capitana.

### Segon curtmetratge
El grup va guanyar renom dos anys més tard a la Daicon IV, la XXIIa Convenció Anual Nacional Japonesa de Ciència-ficció, l'any 1982. En aquesta ocasió el curt era una recreació del curt original amb una millor qualitat d'animació. Mostrava la protagonista, ja adulta, lluitant contra una més gran varietat de criatures de tota classe de pel·lícules i novel·les de gènere mentre navega pel cel sobre l'espasa Stormbringer. La música d'acompanyament era la cançó Twilight del grup Electric Light Orchestra.

### Fundació i primers projectes
Amb aquest segon curt es va fundar oficialment Daicon Film com un nou estudi d'animació amb talent incorporant a la seva plantilla Yoshiyuki Sadamoto i Shinji Higuchi. Els primers projectes però, no van ser d'animació si no que van ser una sèrie de curtmetratges de tipus tokusatsu parodiant sèries de moda del moment.
L'estudi va canviar el seu nom a Gainax el 24 de desembre de 1984. En aquell moment Yamaga i Okada estaven treballant en un projecte OVA que, gràcies al patrocini de Bandai, va esdevenir un llargmetratge: Royal Space Force: The Wings Of Honnêamisse (en japonès: 王立宇宙軍~オネアミスの翼 - Ōritsu Uchūgun: Oneamisu no Tsubasa).

## Obres
- 1987 - Royal Space Force.
- 1988 - Top wo nerae! Gunbuster.
- 1991 - Fushigi no Umi no Nadia (Nadia, el secret de la pedra blava)
- 1993 - Otaku no video
- 1995 - Neon Genesis Evangelion.
- 1997 - Evangelion: Death and Rebirth
- 1997 - The End of Evangelion
- 1998 - Kare Kano (Ell i ella i les seves circumstàncies)
- 1999 - Oruchuban Ebichu (Ebichu té cura de la casa)
- 1999 - FLCL (Fooly-Cooly)
- 2001 - Mahoromatic
- 2002 - Abenobashi Mahō Shōtengai
- 2002 - La petita princesa Yucie
- 2004 - Bōkyaku no Senritsu (La Melodía de l'Oblit)
- 2004 - Kono Minikuku mo Utsukushii Sekai (Aquest lleig i preciós món)
- 2004 - Re:Cutie Honey
- 2004 - Top wo nerae! 2 Diebuster
- 2005 - Kore ga Watashi no Goshūjin-sama (Ell és el meu mestre)
- 2007 - Tengen Toppa Gurren-Lagann
- 2010 - Panty & Stocking with Garterbelt